# Puntius bandula
Puntius bandula és una espècie de peix cipriniforme de la família dels ciprínids que es troba a Sri Lanka. Els mascles poden assolir els 4,1 cm de longitud total.